# My Little Pony

My Little Pony (pol. Mój mały kucyk), w skrócie MLP – marka należących do Hasbro zabawek, seriali animowanych oraz produktów licencyjnych, takich jak ubrania, artykuły biurowe i papiernicze, oraz inne drobne (gadżety) adresowane głównie do dziewczynek. Początki marki sięgają 1983 roku, kiedy rozpoczęła się produkcja zaprojektowanych przez amerykańską projektantkę Bonnie Zacherle figurek kucyków. Kucyki charakteryzowały się kolorowymi ciałami, długimi grzywami i ogonami wykonanymi z nylonowych włosów, oraz unikatowymi symbolami na bokach (określanymi od roku 2003 mianem „uroczych znaczków”).
Wygląd kucyków ulegał zmianom czterokrotnie: Kolejne linie figurek były produkowane w latach 1982–1995 (do roku 1992 na rynek amerykański), 1997–2003 (do roku 1999 na rynek amerykański), 2003–2009, 2010–2021 (do roku 2019 na rynek amerykański) i od 2021.

## Historia
Oryginalne kucyki zostały stworzone przez Bonnie Zacherle przy współpracy z rzeźbiarzem Charlesem Muechingerem i menedżerem Steve’em D’Aguanno. Wniosek patentowy na wzór zdobniczy dla zabawki – zwierzęcia został złożony w 1981 roku a patent został przyznany w roku 1982.

## Generacje
Określenie „generacje” odnosi się do linii zabawek produkowanych w różnych okresach pod tą samą marką, a także do towarzyszących im odpowiednio filmów animowanych.

### Generacja pierwsza (1982–1995)
Oryginalna linia My Little Pony zadebiutowała w 1982 roku, a w jej skład weszło początkowo sześć kucyków ziemskich (Earth Ponies). Wkrótce seria rozrosła się o kolejne kucyki ziemskie, a także o kucyki – pegazy, kucyki – jednorożce, „trzepoczące kucyki” (Flutter Ponies – mniejsze i szczuplejsze od pegazów, z ruchomymi skrzydłami przypominającymi skrzydła motyla) i kucyki morskie.
W kolejnych latach linia figurek wzbogacała się o różnorodne wariacje czterech powyższych grup:
- Big Brother Ponies – kucyki płci męskiej,
- Windy Wing Ponies i Summer Wing Ponies – figurki podobne do Flutter Ponies, lecz jeszcze mniejsze,
- So-Soft Ponies – figurki z flokowanymi ciałami,
- Twinkle – Eyed Ponies – figurki z imitacjami kamieni szlachetnych zamiast oczu,
- Twice-As-Fancy Ponies – figurki z wzorami pokrywającymi całe ciało,
- Brush ‘n’ Grow Ponies – figurki z dłuższymi ogonami i grzywami,
- Pony Friends – figurki przedstawiające inne zwierzęta, zaprojektowane w podobnym do kucyków stylu,
- Baby Ponies – figurki przedstawiające źrebięta, część z nich była mniejszymi wersjami wcześniej zaprezentowanych kucyków i tworzyła zestawy: mama z dzieckiem.

W obrębie tych grup tworzono krótsze, składające się z czterech figurek serie, np.: Cookery Ponies (cztery kucyki ziemskie z symbolami przedstawiającymi różne ciasta), czy Rainbow Curl Ponies (pegaz, jednorożec i dwa kucyki ziemskie z wielokolorowymi włosami zawiniętymi w loki).
Kucyki różniły się także pozami i ułożeniem ciała – łącznie stworzono ok. 80 różnych póz.
Część kucyków dostępna była w zestawach zawierających np.: stajnię, bądź walizkę z dodatkowymi akcesoriami.
Sprzedaż wysyłkowa
Na każdym opakowaniu z kucykiem wydrukowany był kupon zawierający określoną liczbę punktów (Horseshoe Points), które można było zamienić na rabat przy zakupie specjalnych figurek dostępnych wyłącznie w sprzedaży wysyłkowej. Program sprzedaży wysyłkowej działał w USA i Wielkiej Brytanii. Większość dostępnych w ten sposób kucyków była reedycjami postaci z zestawów, bądź należała do unikatowych serii, takich jak np.: Birthflower Ponies – 12 podobnie wystylizowanych figurek odpowiadających kolejnym miesiącom w roku.
Edycje lokalne
W niektórych krajach kucyki nie były importowane z Chin, czy Hongkongu, lecz były produkowane lokalnie. Te kraje to: Argentyna, Brazylia, Francja, Grecja, Indie, Włochy,
Makau, Meksyk i Hiszpania. Niektóre z lokalnie produkowanych kucyków różnią się nieznacznie (np.: kolorem włosów, lub oczu) od swoich międzynarodowych odpowiedników, tworząc w ten sposób kolejne wariacje.
Kucyki Takara
W 1984 roku japońska firma Takara zaprezentowała dwie serie kucyków: Osharena Pony (jap. おしゃれなポニー Osharena ponī) i Kawaii Pony (jap. かわいいポニー Kawaī ponī). Figurki należące do tych serii przedstawiały antropomorficzne wersje kucyków i były dostępne jedynie w Japonii.

### Generacja druga (1997–2003)
Linia produkowana w latach 1997–2003 (do roku 1999 na rynek amerykański), nazwana Friendship Garden Ponies. Kucyki z tej serii były mniejsze, smuklejsze i miały dłuższe nogi od swoich odpowiedników z lat 80. Seria ta nie odniosła dużego sukcesu w USA, nieco lepiej przyjęła się w Europie.
Na rynku europejskim kucyki drugiej generacji „żyły” w Ponylandzie, w przeciwieństwie do amerykańskich, które zamieszkiwały Friendship Gardens. Seria obejmowała również zestawy zawierające m.in.: pałac i dwór. Większość postaci z tej linii była kucykami ziemskimi, ale na rynek europejski powstało kilka jednorożców oraz „magicznych jednorożców” z przypinanymi skrzydłami. Seria zawierała także dwa kucyki – źrebaki.
W Europie dostępne były również produkty licencyjne, takie jak czasopisma, ubrania, perfumy, czy książeczki do kolorowania. Powstała także gra na komputery PC.
Na rynku japońskim w tym okresie pojawiły się kucykowe breloczki i przypinki do telefonów.

### Generacja trzecia (2003–2009)
Trzecia odsłona marki My Little Pony zadebiutowała w roku 2003. Kucyki z tej linii wizualnie przypominały kucyki pierwszej generacji, były tylko nieco szczuplejsze. W latach 2003–2005 produkowane były jedynie kucyki ziemskie, w późniejszych latach dołączyły do nich również pegazy i jednorożce. Dla tej generacji przywrócono również system sprzedaży wysyłkowej za kupony wycinane z opakowań.
Z myślą o starszych fanach marki, firma Hasbro przygotowała serię designerskich kucyków określanych mianem Art Ponies (część z nich została zaprojektowana przez uznanych artystów, np.: Junko Mizuno). Do sprzedaży trafiły również białe figurki, pozbawione jakichkolwiek elementów graficznych, przeznaczone dla osób przerabiających kucyki.
Figurki Ponyville
Były to w całości odlewane z plastiku figurki, nie posiadające nylonowych włosów. Znacznie mniejsze od kucyków do czesania, były również dostępne z różnymi zestawami i akcesoriami. Większość figurek przedstawiała te same postaci, co figurki do czesania.
Produkty licencyjne
W trzeciej generacji do sprzedaży trafiła znacznie większa, niż wcześniej liczba produktów licencyjnych. Obejmowały one pościele, ubrania, naczynia, przybory szkolne i biurowe. Pluszowe kucyki były również dostępne jako nagrody w automatach dźwigowych. Kucyki pojawiły się również jako dodatek do zestawów dla dzieci w sieci restauracji McDonald’s. W sprzedaży znalazły się również produkty skierowane do młodych kobiet, np.: koszulki z nadrukami przedstawiającymi kucyki z pierwszej generacji i opatrzone sloganem Livin’ in the ’80s („Żyjąc w latach 80.").
Core 7
W 2009 roku radykalnej zmianie uległ wygląd kucyków, a serię ograniczono do siedmiu głównych postaci z serialu animowanego produkowanego w tym okresie: Cheerilee, Toola-Roola, Pinkie Pie, Rainbow Dash, Scootaloo, Sweetie Belle i Starsong.

### Generacja czwarta (2010–2021)
Czwarta generacja My Little Pony wystartowała w roku 2010. W tej generacji zabawki powstają w ścisłym związku z serialem animowanym My Little Pony: Przyjaźń to magia i znaczna część dostępnych figurek przedstawia postacie z serialu. Po raz kolejny zmianie uległ wygląd kucyków. Są one teraz drobniejsze, mają bardziej subtelny kształt głowy. Produkowane jest jednak tylko kilka różnych póz i stosunkowo niewielka, w porównaniu z poprzednimi generacjami, ilość postaci.
Dostępne są następujące serie:
Playful Ponies
Są to kucyki wysokości ok. 8 cm z włosami do czesania i akcesoriami takim jak grzebienie, siodła, wózki oraz zwierzątka – towarzysze. Pierwsze sześć figurek, które trafiły do sprzedaży w tej serii, przedstawiało główne bohaterki serialu animowanego: Twilight Sparkle, Rainbow Dash, Fluttershy, Pinkie Pie, Applejack i Rarity. Na rynek europejski trafiły promocyjne dwupaki zawierające jednego kucyka z głównej szóstki i jednego kucyka przygotowanego specjalnie dla Europy. W roku 2011, w odpowiednich miesiącach pojawiły się w sprzedaży walentynkowa edycja Pinkie Pie i wielkanocna edycja Fluttershy. Kolejne edycje figurek z serii Playful Ponies pojawiają się zazwyczaj dwa razy w roku i nawiązują tematycznie do aktualnych wydarzeń z serialu. Ukazały się więc serie Canterlot, Królewski Ślub, Kryształowe Królestwo i Koronacja Księżniczki.
Kucykowe Opowieści
Są to zestawy zawierające co najmniej jednego kucyka Playful Pony i dobrane tematycznie akcesoria, n.p.: farma, lub szkoła.
Ride-Along Ponies
Są to Playful Ponies w zestawie z hulajnogą i zwierzątkiem – towarzyszem.
So-Soft Newborn
Są to pluszowe maskotki przypominające niemowlęta. Seria obejmuje siedem postaci: Sunny Daze, Sweetie Belle, Rainbow Dash, Pinkie Pie, Apple Sprout, Księżniczka Skyla i Spike. Każdy zestaw zawiera butelkę i smoczek.
Shine Bright Ponies
Kucyki ze świecącymi elementami i ruchomymi nogami. Są one nieco większe od Playful Ponies. W serii ukazały się Rarity, Pinkie Pie, Rainbow Dash, Fluttershy, Twilight Sparkle i Księżniczka Luna.
Modne Kucyki
Jest to seria kucyków wyglądających podobnie do Playful Ponies, ale ok. trzykrotnie większych. Każdy kucyk z tej serii ma suknię i bogaty zestaw akcesoriów. W serii ukazało się sześć głównych bohaterek serialu, wszystkie księżniczki (Celestia, Luna i Cadance), Shining Armor, oraz – w limitowanej edycji z okazji San Diego Comic-Conu 2012 – wykreowana przez fanów postać Derpy Hooves.
Fan Favourites
Jest to produkowany w limitowanej serii zestaw zawierający figurki przedstawiające postacie szczególnie lubiane przez fanów serialu. W skład zestawu weszły: biała Księżniczka Celestia (zgodna z serialowym pierwowzorem, w przeciwieństwie do wcześniejszej, różowej wersji), Nightmare Moon, DJ-P0n-3, Lemony Gem, Flower Wishes i Zecora.
Glimmer Wing Ponies
Są to inspirowane odcinkiem serialu pt. Ponaddźwiękowe Bum figurki ze skrzydłami przypominającymi skrzydła motyla. W serii ukazały się: Rainbow Dash, Rarity, Ploomette, Daisy Dreams, Fluttershy, Sweet Song, Diamond Rose i Pinkie Pie.
Design a Pony
Figurki wielkości tych z serii Modny Kucyk, ale w całości z plastiku (bez włosów do czesania), w zestawie z naklejkami i flamastrami do samodzielnej dekoracji. W serii ukazały się Fluttershy i Rainbow Dash.
Crystal Motion
Figurki nieco większe od Playful Ponies, z ruchomymi nogami i głowami. W serii ukazały się Applejack, Twilight Sparkle i Rainbow Dash.
Ponyville
Małe, wykonane w całości z plastiku figurki. Większość z nich jest sprzedawana w nieprzeźroczystych torebkach, nazywanych popularnie Blind Bags. Część ukazała się w zestawach kolekcjonerskich, zawierających szczególnie popularne postaci.

### Generacja piąta (od 2021)
Piąta generacja My Little Pony wystartowała w roku 2021. W tej generacji zabawki powstają w ścisłym związku z serialami animowanymi My Little Pony: Zmieniaj świat oraz My Little Pony: Opowiedz swoją historię i znaczna część dostępnych figurek przedstawia postacie z serialów.
Crystal Adventure
3-calowe kucyki z formowanymi włosami i ruchomymi nogami.
Best Movie Friends
3-calowe budżetowe szczotkowane kucyki, z wyjątkiem Hitcha, który ma uformowane włosy.
Royal Gala Collection
3-calowe kucyki z formowanymi włosami i ruchomymi nogami, dostępnie tylko na Amazonie.
Unicorn Party Celebration
3-calowe szczotkowane kucyki z błyszczącymi włosami, z wyjątkiem Hitcha, który ma błyszczące, formowane włosy, dostępnie tylko w sklepie Walmart.
Favorites Together Collection
3-calowe szczotkowane kucyki, w tym pół Mane 6.
Shining Adventures Collection
6-calowe szczotkowane kucyki, z wyjątkiem Hitcha i Sprouta, którzy mają tylko uformowane włosy.
Crystal Theme
2-calowe kucyki wykonane z półprzezroczystego, jednokolorowego plastiku.
Style of the Day
5-calowe szczotkowane kucyki z akcesoriami nawiązującymi do specjalnego wydarzenia Make Your Mark "Bridlewoodstock". Obejmują one sztuczkę wodną ze zmieniającym kolor makijażem.
Celebration Tails
3-calowe szczotkowane kucyki z uformowanymi grzywami i bardzo długimi ogonami.
Dragon Light Reveal
3-calowy szczotkowany kucyk (Sunny) z ruchomymi nogami i świecącymi w ciemności skrzydłami. W zestawie z postaciami niebędącymi kucykami, które są smokami, 3,5-calowy szczotkowany smok Blaize Skysong z ruchomymi nogami i świecącymi w ciemności skrzydłami oraz 1,5-calowy mały smok Sparky Sparkeroni, który również świeci w ciemności.
Storytelling Ponies
3-calowe szczotkowane kucyki z ruchomymi nogami i różnymi akcesoriami. Na niektórych stronach nazywane również Mane Stories.

## Adaptacje w mediach

### Generacja pierwsza (1983–1995)
- Serial animowany Mój mały kucyk (1986–1987)
- My Little Pony: The Movie (pełnometrażowy film animowany, 1986)
- odcinki specjalne serialu: Ucieczka z Pałacu Ciemności, Ucieczka od Katriny (1984, 1985).

Akcja wszystkich powyższych rozgrywała się w miejscu zwanym Dream Valley, krainie zamieszkanej przez różne magiczne stworzenia, kucyki i odwiedzanej przez dziewczynkę o imieniu Megan. W latach 2004–2006 część powyższych produkcji została wydana na DVD.
- Opowieści kucyków (1992) – Serial był emitowany na TVN. Przedstawione w nim kucyki zostały poddane silniejszej antropomorfizacji: kucyki mieszkały w mieście, chodziły do szkoły, posiadały pieniądze itp.

### Generacja druga (1997–2003)
- My Little Pony: Friendship Gardens (1998) – gra stworzona przez Artech Digital Entertainment i wydana przez Hasbro Interactive. Jest to pierwsza gra komputerowa o kucykach.

### Generacja trzecia (2003–2010)
Filmy wydane na kasetach VHS, oraz płytach DVD
- Czarujące Urodziny (2003) – Film dołączany do niektórych wczesnych kucyków trzeciej generacji.
- Taniec w Chmurach (2004) – Film dołączony do pierwszego pegaza w trzeciej generacji (Star Catcher).
- Przyjaciele nigdy nie są daleko (2005) – Film dołączony do pegaza Hidden Treasure
- Kucykowe Święta (25 października 2005) – Film sprzedawany na kasetach VHS i płytach DVD. Później był dołączony do figurki Minty.
- Parada Księżniczki (7 lutego 2006) – Film, w którym ponownie pojawił się znany z pierwszej generacji smok Spike.
- Uciekająca Tęcza (12 września 2006) – Film wydany na DVD, po raz pierwszy pojawiła się w nim jednorożec Rarity.
- My Little Pony: A Very Pony Place (6 lutego 2007) – Trzy historie, w których w głównych rolach wystąpiły postacie Lily Lightly, Storybelle i Puzzlemint.

Core 7
- My Little Pony: Pinkie Pie's Special Day (2008) – Film dostępny w zestawie z kucykiem Pinke Pie.
- My Little Pony: Poznajcie kucyki (2008) – Seria, której odcinki były dołączane do pierwszej serii kucyków Core 7, a także emitowane w polskiej telewizji.
- My Little Pony: Starsong and the Magic Dance Shoes (2008) – Film dostępny w zestawie z kucykiem Starsong.
- My Little Pony: Rainbow Dash's Special Day (2009) – Film dostępny w zestawie z kucykiem Rainbow Dash.
- My Little Pony: Gwiazdka spełnionych życzeń (13 października 2009) – Płyta zawierająca pełnometrażowy film, piosenki karaoke i inny materiał bonusowy.
- Once Upon a My Little Pony Time – Dwa dziesięciominutowe filmy animowane, wyprodukowane w technologii Adobe Flash, przez firmę Kunoichi.
- My Little Pony Live: The World's Biggest Tea Party (2006) – 90-minutowy musical wyprodukowany przez Hasbro i VEE Corporation

Gry na urządzenia mobilne
- My Little Pony Crystal Princess: The Runaway Rainbow (2006) – Gra przygodowa wyprodukowana przez Webfoot Technologies i wydana przez THQ na licencji Hasbro. Gra została wydana na Game Boy Advance.
- My Little Pony: Pinkie Pie's Party (2008) – Gra przygodowa wyprodukowana przez Webfoot Technologies i wydana przez THQ na licencji Hasbro. Gra została wydana na Nintendo DS.

### Generacja czwarta (2010–2021)
- My Little Pony: Przyjaźń to magia (2010–2019)

My Little Pony: Przyjaźń to magia był serialem animowanym wyprodukowanym przez Hasbro Studios i DHX Media/Vancouver (wcześniej Studio B). Dyrektorem kreatywnym i producentem wykonawczym pierwszego sezonu serialu była animatorka Lauren Faust. Premiera miała miejsce 10 października 2010 na antenie stacji telewizyjnej The Hub. Serial, odnosząc ogromny sukces nie tylko wśród swojej docelowej publiczności, ale także wśród nastolatków i osób dorosłych, stał się częścią kultury remiksu, inspirując liczne parodie, tworzone przez fanów filmy, utwory muzyczne, literackie i graficzne. Premiera ostatniego odcinka miała miejsce 12 października 2019, przez co serial ostatecznie składał się z 221 odcinków podzielonych na 9 sezonów.
- My Little Pony: Twilight Sparkle, Teacher for a Day (2011) jest łamigłówkową grą komputerową wyprodukowaną przez Ruckus Media, wydaną przez Hasbro, na iOS, dostępną poprzez App Store.
- My Little Pony: Friendship is Magic (2012) to gra wyprodukowana przez Gameloft dla iOS i Androida. Gra miała premierę 8 listopada 2012.
- komiks „My Little Pony: Friendship Is Magic” (2012-2021) stworzony w oparciu o serial pod tym samym tytułem. Pierwszy odcinek został opublikowany w listopadzie 2012 przez IDW Publishing.
- My Little Pony: Equestria Girls (2013) to film kinowy wyprodukowany przez Hasbro Studios. Jego premiera odbyła się 16 czerwca 2013 w USA. Głównymi bohaterkami filmu są uczłowieczone wersje wiodących postaci z serialu „Przyjaźń to magia”.
- My Little Pony: Equestria Girls: Rainbow Rocks (2014) to drugi film kinowy wyprodukowany przez Hasbro Studios z serii Equestria Girls. Jego premiera odbyła się 27 września 2014 w USA.
- My Little Pony: Equestria Girls: Igrzyska Przyjaźni (2015) to trzeci film kinowy wyprodukowany przez Hasbro Studios z serii Equestria Girls. Jego premiera odbyła się 26 września 2015 w USA.
- My Little Pony: Equestria Girls: Legenda Everfree (2016) to czwarty i ostatni film kinowy wyprodukowany przez Hasbro Studios z serii Equestria Girls. Jego premiera odbyła się 1 października 2016 w USA.
- My Little Pony: Equestria Girls (serial animowany) (2017) to serial animowany powstały na podstawie filmów z serii My Little Pony: Equestria Girls. Trzy 22-minutowe specjalne odcinki zostały wyemitowane od 24 czerwca do 8 lipca 2017 roku w USA.
- My Little Pony Film (2017) to oficjalny film o My Little Pony. Został zapowiedziany w 2014, a jego premiera w Stanach Zjednoczonych, Kanadzie i Polsce miała miejsce 6 października 2017.
- My Little Pony: Equestria Girls: Skazana na zapomnienie (2018) to pierwszy 45-minutowy specjalny odcinek wyprodukowany przez Hasbro Studios z serii Equestria Girls. Jego premiera odbyła się 17 lutego 2018.
- My Little Pony: Equestria Girls: Rollercoaster przyjaźni (2018) to drugi 45-minutowy specjalny odcinek wyprodukowany przez Hasbro Studios z serii Equestria Girls. Jego premiera odbyła się 6 lipca 2018.
- My Little Pony: Equestria Girls: Majówka (2019) to trzeci 45-minutowy specjalny odcinek wyprodukowany przez Hasbro Studios z serii Equestria Girls. Jego premiera odbyła się 17 marca 2019.
- My Little Pony: Equestria Girls: Wejściówka na backstage (2019) to czwarty 45-minutowy specjalny odcinek wyprodukowany przez Hasbro Studios z serii Equestria Girls. Jego premiera odbyła się 26 czerwca 2019.
- My Little Pony: Equestria Girls: Świąteczne niespodzianki (2019) to piąty i ostatni 45-minutowy specjalny odcinek wyprodukowany przez Hasbro Studios oraz jest to ostatnia zawartość z serii Equestria Girls. W przeciwieństwie do poprzednich 45-minutowych programów specjalnych, Świąteczne niespodzianki to kompilacja sześciu siedmiominutowych filmów krótkometrażowych zamiast jednej 45-minutowej historii. Jego premiera odbyła się 2 listopada 2019.
- My Little Pony: Pony Life (2020-2021) to serial animowany, który działał jako samodzielny spin-off do My Little Pony: Przyjaźń to magia, z nowym karykaturalnym stylem graficznym, narracją z życia wziętą oraz powracającymi niektórymi scenarzystami i obsadą głosową. Premiera miała miejsce 21 czerwca 2020, zaś premiera miała miejsce 22 maja 2021, przez co serial ostatecznie składał się z 40 odcinków podzielonych na 2 sezony.

### Generacja piąta (od 2021)
- My Little Pony: Nowa generacja (2021) to oficjalny film o My Little Pony. Został zapowiedziany w 2019, a jego premiera w Stanach Zjednoczonych, Kanadzie i Polsce miała miejsce 24 września 2021.
- My Little Pony: Opowiedz swoją historię (2022–2024) był serialem animowanym wyprodukowanym przez Entertainment One w pierwszym sezonie i Hasbro Entertainment później, który służył jako kontynuacja My Little Pony: A New Generation i jako zawartość uzupełniająca dla serialu Netflix My Little Pony: Make Your Mark. Premiera miała miejsce 7 kwietnia 2022 w serwisie YouTube. Jednak sam serial został przedwcześnie zakończony i premiera ostatniego odcinka miała miejsce 17 października 2024, przez co serial ostatecznie składał się z 92 odcinków podzielonych na 2 sezony.
- My Little Pony: Zmieniaj świat (2022–2023) był serialem animowanym wyprodukowanym przez Entertainment One z animacją dostarczoną przez Atomic Cartoons, gdzie akcja rozgrywa się po wydarzeniach z filmu My Little Pony: New Generation. Premiera miała miejsce 26 maja 2022 w serwisie Netflix. Jednak sam serial został przedwcześnie zakończony i premiera ostatniego sezonu miała miejsce 23 listopada 2023, przez co serial ostatecznie składał się z 27 odcinków podzielonych na 4 sezony i 6 rozdziałów.
- My Little Pony: A Maretime Bay Adventure (2022) to gra wyprodukowana przez Outright Games dla Nintendo Switch, PlayStation 4, Stadia, Windows, Xbox One, PlayStation 5 i Xbox Series X/S. Gra miała premierę 27 maja 2022, zaś 30 września gra wyszła na konsole nowej dziewiątej generacji.

## Fandom wśród osób dorosłych
Kucyki My Little Pony, dzięki dużej różnorodności, estetyce i przystępnej cenie są popularnymi zabawkami kolekcjonerskimi. Duża część fanów to osoby urodzone w latach 80., które darzą te zabawki sentymentem z okresu dzieciństwa. Społeczność kolekcjonerów My Little Pony organizuje się za pośrednictwem forów internetowych, z których największe ułatwiają wymianę i handel kucykami poprzez system punktów reputacji dla użytkowników. Jedną z popularnych form aktywności jest przerabianie kucyków, poprzez malowanie ich, wymianę włosów, a także bardziej złożone przeróbki, zmieniające kucyka w swego rodzaju rzeźbę. Fani mają możliwość spotykać się na imprezach, takich, jak organizowane od 2003 roku w Indianapolis My Little Pony Fair.
Fani serialu Przyjaźń to magia
Serial My Little Pony: Przyjaźń to magia zyskał zaskakującą popularność wśród osób z grupy wiekowej 15-30 lat, a więc znacznie starszej, niż zamierzona grupa docelowa. Stał się on również inspiracją dla niezwykle bogatej twórczości fanowskiej, obejmującej zarówno fanarty, fan fiction, parodie, jak i ręcznie wykonane pluszowe maskotki, rzeźby, zabawki mechaniczne, czy gry komputerowe. Fani spotykają się na licznych zlotach i konwentach. Serial będzie miał łącznie 9 sezonów i po tym czasie zostanie zakończony.

## W kulturze popularnej
Kucyki pojawiały się w licznych filmach i programach telewizyjnych, takich, jak Robot Chicken, Laboratorium Dextera i Weronika Mars. Zabawki pojawiały się także w The Cosby Show, Action Blast!, Mrocznych przygodach Billy’ego i Mandy, Chłopiec poznaje świat, Życie na fali i Pingwiny z Madagaskaru. W filmie Transformers z 2007 roku, kucyk My Little Pony pojawia się jako odniesienie do Hasbro – właściciela obydwu marek.
W Świecie Dysku Terry’ego Prachetta koń, którego Śmierć kupił swojej prawnuczce Susan, nazywany jest My Little Binky (koń Śmierci nazywał się Binky – w polskim tłumaczeniu Pikuś).
Żarty związane z kucykami były wielokrotnie kierowane pod adresem znanych osób. Prezenterka radiowa Laura Ingraham zwracała się do byłego senatora Johna Edwardsa per Silky Pony, odtwarzając jednocześnie motyw muzyczny z serialu My Little Pony w trakcie rozmowy. Jonathan I. Schwartz, CEO Sun Microsystems, został przezwany „MLP” przez Daniela Lyonsa.

## Pokrewne hasła
- Littlest Pet Shop